# Fotografia Schlieren

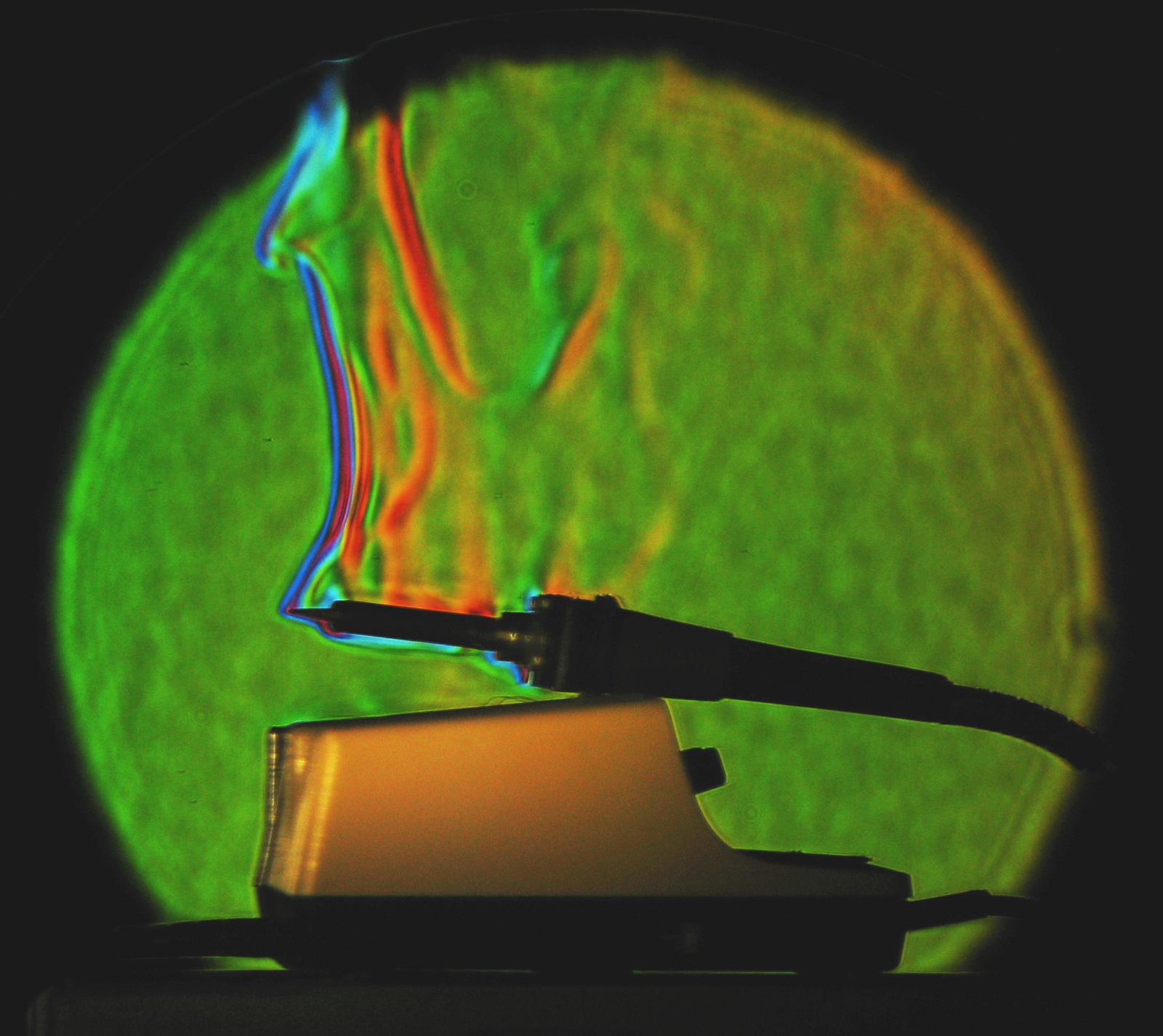
Fotografia Schlieren en color, que mostra les diferències de densitats de l'aire calent sobre la punta d'un soldador encès.

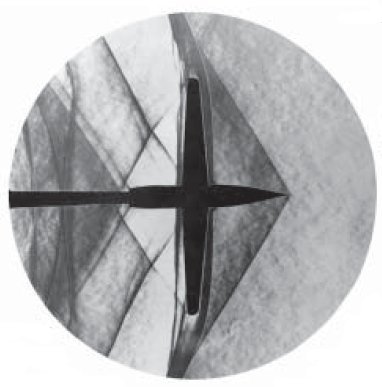
Una fotografia Schlieren, que mostra la compressió Schlieren de l'ala d'un avió a mach 1.2.

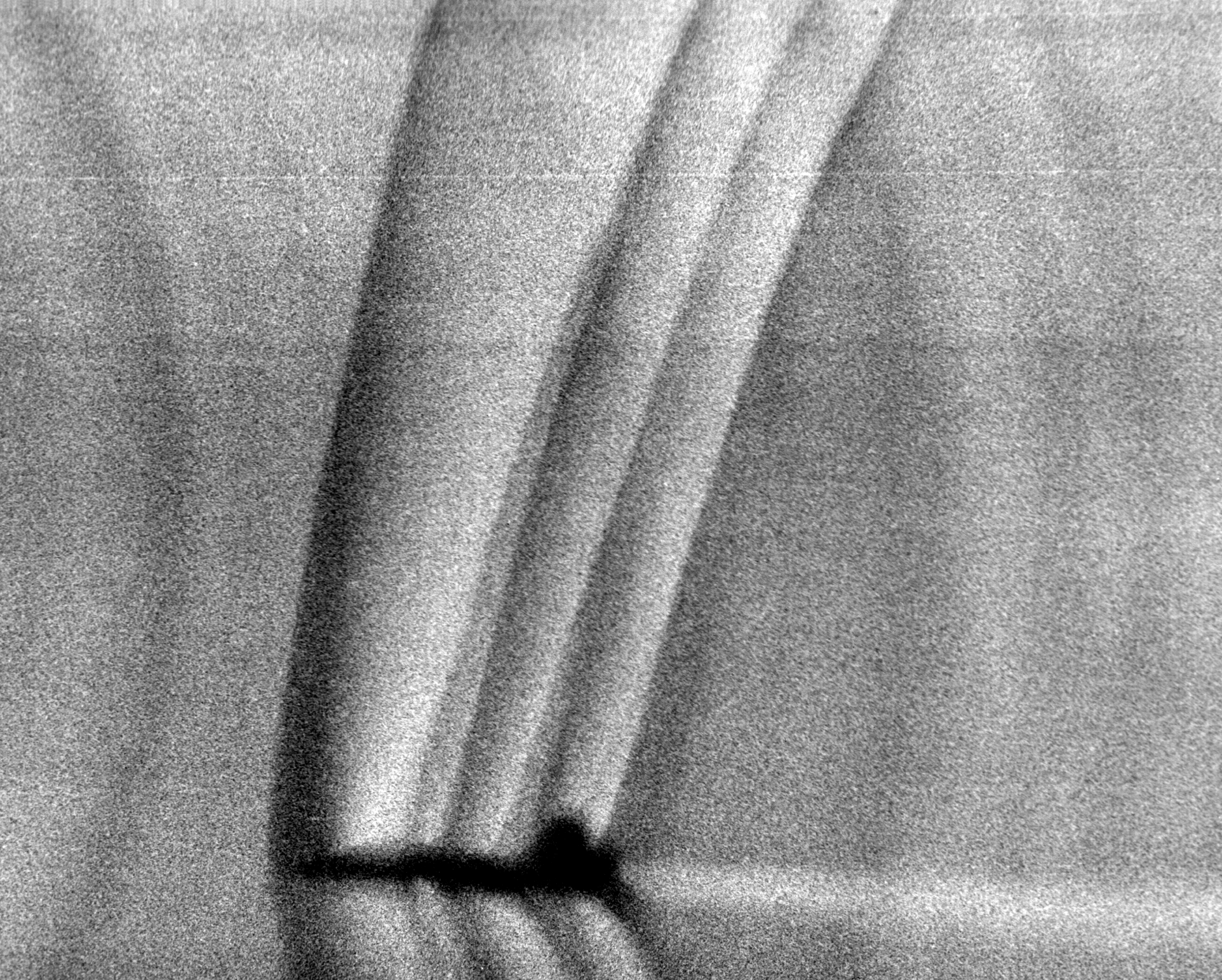
Fotografia Schlieren de les ones de xoc, produïdes per l'avió T-38 Talon en vol.

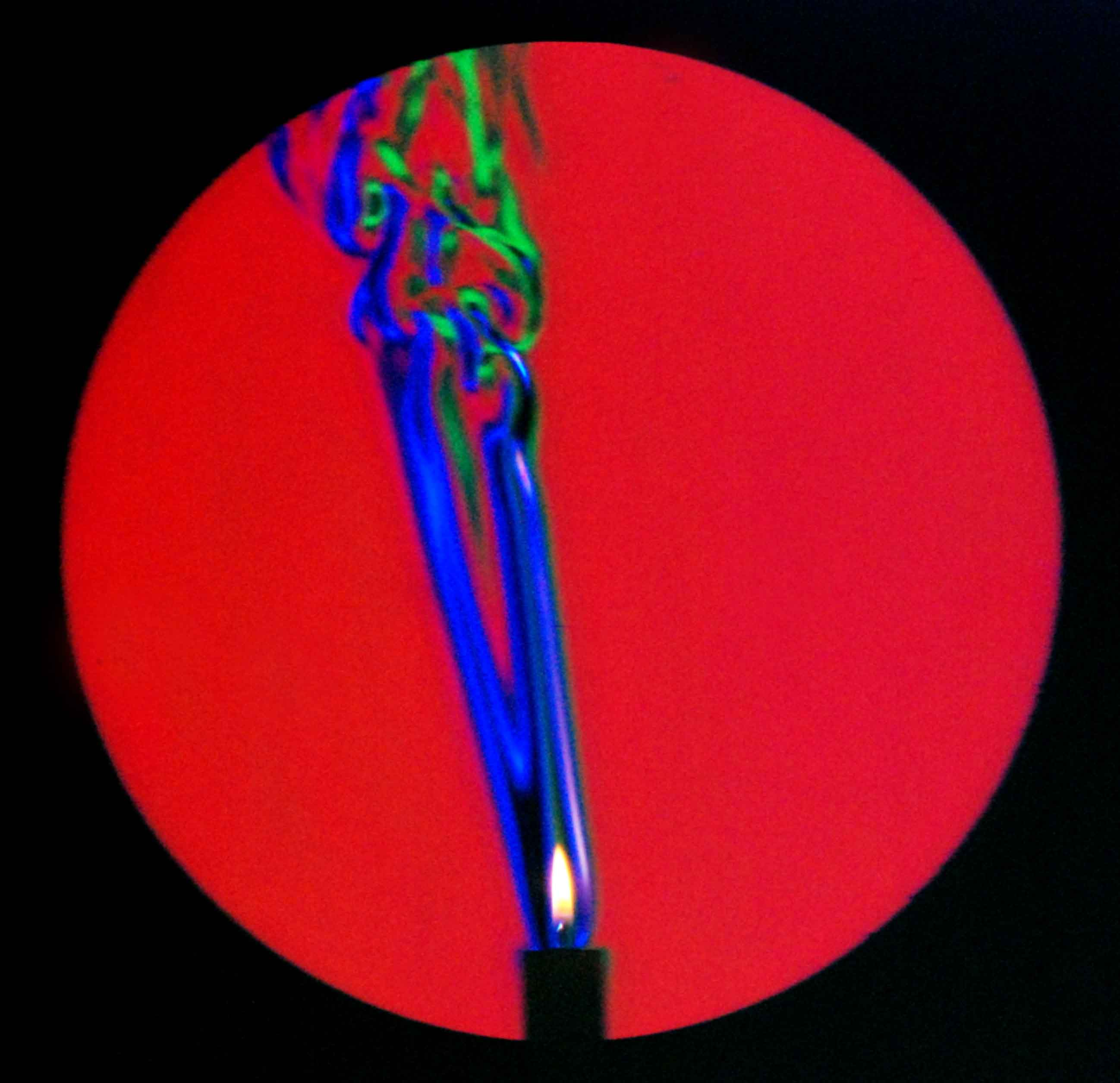
Fotografia Schlieren en color, sobre una espelma encesa, i pertorbada per una brisa des de la dreta.

La fotografia Schlieren o estrioscopia és un procés òptic usat per fotografiar la variació de densitat d'un fluid -conegut com a "efecte Schlieren "- el qual va èsser inventat pel físic alemany August Toepler en el 1864. Aquest tipus de fotografia s'utilitza per estudiar el flux d'aire en situacions de velocitats supersòniques com pot ser en l'àmbit de l'aeronàutica o la balística. Tot i així, la importancia de la estrioscopia està canviant degut al creixent ús d'altres mecanismes com la mecànica de fluids computacional, la qual, mitjançant mètodes numerics i algorismes, aconsegueix els mateixos resultats.

## Sistema òptic
El primer sistema en va observar l'efecte va ser dissenyat per Robert Hooke, científic experimental britànic, amb una gran lent convexa, i dues espelmes. Al "sistema de Schlieren" convencional se li atribueix al físic alemany August Toepler.
Actualment, el sistema bàsic de Schlieren és un sistema òptic il·luminat amb llum col·limada - de feixos paral·lel s-, amb la font d'aquesta darrere de l'objecte a observar. Les variacions en l'índex de refracció causades pel gradient de densitat del fluid en observació, distorsionen el feix de llum col·limada. Aquesta distorsió crea una variació espacial en la intensitat de la llum, que pot ser visualitzada directament.
En la fotografia de Schlieren, la llum col·limada s'enfoca amb una lent, i, amb l'ús d'un ganivet situat en el punt focal, es bloqueja la meitat del feix focal. Quan s'observa un fluid de densitat uniforme, això simplement farà que la fotografia tingui la meitat de lluminositat. Quan s'observa un fluid amb variacions de densitat, el feix es focalitzarà de manera imperfecta, i les parts que estan focalitzades en l'àrea coberta pel ganivet quedaran bloquejades. El resultat és un conjunt de taques clares i fosques, que corresponen a positius i negatius dels gradients de densitat del fluid en la direcció perpendicular al tall del ganivet. Generalment, quan s'utilitza un ganivet, el sistema es coneix com un "sistema de Schlieren" —schlieren system—, que mesura la primera derivada de la densitat, en la direcció del tall del ganivet. Si no s'usa aquest, el sistema és conegut com a "gràfic d'ombres" o umbrioscòpia — shadowgraph —, que mesura la segona derivada de la densitat.
En el cas de que el flux del fluid és uniforme, la imatge serà estable. Tot i això, qualsevol turbulència farà centellejar la imatge, provocant d'aquesta manera l'efecte brillant que pot veure's en les superfícies calentes en un dia assolellat. Si es volen visualitzar els perfils de densitat instantània es pot fer ús del flaix, en lloc de fer ús d'una llum contínua.

## Variacions
Hi ha certes variacions del sistema descrit anteriorment:
- Es poden obtenir imatges de color (Rainbow Schileren) si, en lloc de fer ús d'un ganivet, s'utilitza una diana de color.

- Com a sistema d'òptica adaptativa, es poden utilitzar dos ganivets amb els talls en perpendicular per modificar la imatge obtinguda.
- En l'època de la URSS es van formar una sèrie de sistemes schileren que encara es poden trobar en Russia i Xina. Aquests sistemes estaven basats en el principi del telescopi de Maksútov.

Actualment gairebé no existeixen dispositius schlieren comercials, però existeixen detalls sobre la seva teoria i construcció en "Settles' 2001 book".

## Schlieren digital
El sistema "schlieren digital" —Synthetic schlieren—en contraposició al sistema analògic descrit prèviament, és una tècnica de la fotografia digital que utilitza un processament d'imatges mitjançant algorismes matemàtics, per visualitzar les variacions de densitat d'un fluid.